# Bahnhof Blankenburg (Harz)
Der Bahnhof Blankenburg (Harz) ist der wichtigste Bahnhof in Blankenburg (Harz) im sachsen-anhaltischen Landkreis Harz.

## Geographische Lage
Der Bahnhof liegt im Norden der Stadt. Während dadurch die Erreichbarkeit vom nördlich gelegenen Halberstadt vereinfacht wurde, war die Streckenführung in den Harz recht aufwändig.

## Geschichte
Am 31. März 1873 wurde der Bahnhof Blankenburg von der Halberstadt-Blankenburger Eisenbahngesellschaft (HBE) eröffnet. In den ersten Jahren wurde der Bahnhof lediglich von Halberstadt aus angefahren. Hauptzweck der Bahn war der Anschluss der Blankenburger Hüttenwerke an das Eisenbahnnetz.
Vom Bahnhof Blankenburg erreichte am 3. Juli 1875 die 3,5 Kilometer lange Hüttenbahn ein Eisenhüttenwerk im Westen der Stadt. Diese Strecke war die älteste Industriebahn im Harz.  Ab 1884 wurde von der HBE die Hüttenbahn als Bahnstrecke Blankenburg–Tanne weitergebaut. Die Strecke war als kombinierte Adhäsions- und Zahnradbahn mit Abtscher Zahnstange ausgeführt worden.
Aus topografischen Gründen musste diese Strecke den Blankenburger Bahnhof in nordwestlicher Richtung verlassen, so dass ein Kopfbahnhof entstand. Diese Strecke wurde Harzbahn und von 1950 bis heute Rübelandbahn genannt.
1907 wurde die Strecke nach Thale eröffnet. Auf dieser Strecke wurde der Personenverkehr 1973 eingestellt. Ab 1999 wurde auch der Güterverkehr nicht mehr bedient. Inzwischen ist sie komplett stillgelegt.
Zwischen 1960 und 1965 wurde die Rübelandbahn elektrifiziert. Weil zur Bauzeit klar war, dass diese Strecke auf lange Zeit ein Inselbetrieb ohne Verbindung zum übrigen elektrifizierten Netz bleiben würde, elektrifizierte man die Strecke abweichend vom üblichen deutschen Standard mit Einphasenwechselspannung von 25 kV und der Landesnetzfrequenz von 50 Hz. Damit war das Heranführen der Speisespannung mit 16,7 Hz nicht erforderlich. Die Fahrleitungsregelbauarten der DR waren ohnehin gegen 25 kV isoliert, sie konnten mit nur geringen Änderungen genutzt werden. Dies erforderte allerdings lange Zeit den Einsatz spezieller Lokomotiven der Reihe E 251, der späteren Baureihe 251, ab 1993 171, die im Bahnbetriebswerk Blankenburg nördlich des Bahnhofs unterhalten wurden.
Zur Umgehung des Kopfbahnhofes Blankenburg wurden im Zuge des Ausbaus der Rübelandbahn der Bahnhofsteil Blankenburg Nord und ein Verbindungsbogen Blankenburg–Blankenburg Nord angelegt. Damit können Güterzüge ohne Fahrtrichtungswechsel verkehren. Vor dem Einsatz der Zweikraftlokomotiven der Reihe 2159 durch die Havelländische Eisenbahn wurden die Güterzüge in diesem Bahnhofsteil zwischen Diesel- und elektrischen Lokomotiven umgespannt.
Nachdem bereits Abschnitte der Rübelandbahn nach Tanne und Königshütte stillgelegt worden waren, wurde 2005 der Personenverkehr auf dem restlichen Teilstück bis Elbingerode abbestellt.
Neben dem Bahnhof Blankenburg, der vor allem dem Personenverkehr dient und an der alten Halberstädter Straße Ortsgüteranlagen aufweist, existiert noch der Bahnhofsteil Blankenburg Nord, der für die Zugzusammenstellung und fallweise Lokwechsel bei Fahrten von und zur Rübelandbahn genutzt wird. Er wird auch für die Inbetriebsetzung von elektrischen Triebfahrzeugen, die in Deutschland produziert aber für 25 kV, 50 Hz Wechselspannung gebaut sind, genutzt.

## Anlagen
Das Empfangsgebäude steht westlich der Gleisanlagen. Der Hausbahnsteig wird heute noch genutzt. Es ist noch ein Inselbahnsteig mit den Gleisen 2 und 3 vorhanden; er konnte durch eine Unterführung erreicht werden. Diese wurde aber wegen der drohenden Einsturzgefahr stillgelegt. Auf diesem Bahnsteig steht das Wärterstellwerk W2. Daneben gab es früher einen weiteren Inselbahnsteig. Das Fahrdienstleiterstellwerk B3 befindet sich im Bahnhofsteil Blankenburg Nord an der Rübelandbahn.
Das Bahnstromunterwerk steht auf der Ostseite des Nordkopfes des Bahnhofsteils Blankenburg Nord; es versorgt die gesamte Strecke der Rübelandbahn.

## Verkehrsanbindung

### Zug
Im Personenverkehr wird nur noch die Strecke Blankenburg–Halberstadt im Stundentakt von Regionalverkehre Start Deutschland bedient. Im Güterverkehr hingegen ist die Havelländische Eisenbahn auf der Rübelandbahn Richtung Elbingerode zu den Kalkwerken tätig. Dabei benutzen die Züge nördlich die Umgehungsbahn Blankenburg Nord–Blankenburg (VzG-Streckennummer 6890), so dass kein Fahrtrichtungswechsel nötig ist. 
| Linie                    | Linienverlauf                                                                      | Takt (min)                                            |
| ------------------------ | ---------------------------------------------------------------------------------- | ----------------------------------------------------- |
| RE 31                    | Blankenburg (Harz) – Langenstein – Halberstadt (– Oschersleben (Bode) – Magdeburg) | 060 Blankenburg–Halberstadt 120 Halberstadt–Magdeburg |
| Stand: 15. Dezember 2024 |                                                                                    |                                                       |

### Bus
Südlich befindet sich der Busbahnhof direkt am Bahnhof, von dem im laufenden Fahrplan sechs Regionalbuslinien der Harzer Verkehrsbetriebe verkehren. Im Stundentakt verkehren jeweils Plusbusse nach Quedlinburg (Linie 230) und nach Thale (Linie 250); gemeinsam verkehren sie halbstündlich von/nach Wernigerode. Weitere Ziele sind Treseburg (Linie 257), Elbingerode (Linie 261) und Benneckenstein über Hasselfelde (Linie 263). Die Stadtlinie verkehrt annähernd im Stundentakt. Die HVB ist in der Verkehrs- und Tarifgemeinschaft Ostharz.
FlixBus fährt Blankenburg auf der Linie 051 mehrmals täglich an.